# Comitatul Požega
Comitatul Požega (în croată Požeška županija, în sârbă Пожешка жупанија, în maghiară Pozsega vármegye) a fost o subdiviziune administrativă istorică (županija) din Regatul Croația-Slavonia. Croația-Slavonia a fost un regat autonom în componența Pământurilor Coroanei Sfântului Ștefan (Transleithania), partea ungură a Imperiului dualist Austro-Ungar. Teritoriul său este acum în estul Croației. Capitala de comitat a fost de Požega.

## Demografie
În 1910, populația comitatului era de 265.272 locuitori, dintre care: 
- Croați -- 142.616 (53,76%)
- Sârbi -- 66.783 (25,17%)
- Maghiari -- 16.462 (6,20%)
- Germani -- 13.143 (4,95%)
- Slovaci -- 3.352 (1.26%)
- Ruteni -- 2.888 (1.09%)
- Alții/necunoscuți (evrei, bosniaci, români, etc) -- 20.028 (7,55%)

## Subdiviziuni
La începutul secolului 20, subdiviziunile comitatului Požega erau următoarele:
| Districts        | Districts      |
| District         | Capitală       |
| ---------------- | -------------- |
| Slavonski Brod   | Slavonski Brod |
| Daruvar          | Daruvar        |
| Novska           | Novska         |
| Pakrac           | Pakrac         |
| Požega           | Požega         |
| Nova Gradiška    | Nova Gradiška  |
| Districte urbane |                |
| Slavonski Brod   |                |
| Požega           |                |